# Collegio uninominale Campania 2 - 07 (2020)
Il collegio elettorale uninominale Campania 2 - 07 è un collegio elettorale uninominale della Repubblica Italiana per l'elezione della Camera dei deputati.

## Territorio
Come previsto dalla legge n. 51 del 27 maggio 2019, il collegio è stato definito tramite decreto legislativo all'interno della circoscrizione Campania 2.
È formato dal territorio di 112 comuni della provincia di Salerno: Agropoli, Albanella, Alfano, Altavilla Silentina, Aquara, Ascea, Atena Lucana, Auletta, Bellosguardo, Buccino, Buonabitacolo, Caggiano, Camerota, Campagna, Campora, Cannalonga, Capaccio Paestum, Casal Velino, Casalbuono, Casaletto Spartano, Caselle in Pittari, Castel San Lorenzo, Castelcivita, Castellabate, Castelnuovo Cilento, Castelnuovo di Conza, Celle di Bulgheria, Centola, Ceraso, Cicerale, Colliano, Controne, Contursi Terme, Corleto Monforte, Cuccaro Vetere, Eboli, Felitto, Futani, Gioi, Giungano, Ispani, Laureana Cilento, Laurino, Laurito, Laviano, Lustra,
Magliano Vetere, Moio della Civitella, Montano Antilia, Monte San Giacomo, Montecorice, Monteforte Cilento, Montesano sulla Marcellana, Morigerati, Novi Velia, Ogliastro Cilento, Oliveto Citra, Omignano, Orria, Ottati, Padula, Palomonte, Perdifumo, Perito, Pertosa, Petina, Piaggine, Pisciotta, Polla, Pollica, Postiglione, Prignano Cilento, Ricigliano, Roccadaspide, Roccagloriosa, Rofrano, Romagnano al Monte, Roscigno, Rutino, Sacco, Sala Consilina, Salento, Salvitelle, San Giovanni a Piro, San Gregorio Magno, San Mauro Cilento, San Mauro la Bruca, San Pietro al Tanagro, San Rufo, Santa Marina, Sant'Angelo a Fasanella, Sant'Arsenio, Santomenna, Sanza, Sapri, Sassano, Serramezzana, Serre, Sessa Cilento, Sicignano degli Alburni, Stella Cilento, Stio, Teggiano, Torchiara, Torraca, Torre Orsaia, Tortorella, Trentinara, Valle dell'Angelo, Vallo della Lucania, Valva e Vibonati.
Il collegio è parte del collegio plurinominale Campania 2 - 02.

## Eletti
| Elezione | Elezione | Deputato       | Partito |
| -------- | -------- | -------------- | ------- |
|          | 2022     | Attilio Pierro | Lega    |

## Dati elettorali

### XIX legislatura
Come previsto dalla legge elettorale, 147 deputati sono eletti con sistema a maggioranza relativa in altrettanti collegi uninominali a turno unico.
| Candidati                                 | Candidati                | Voti    | %     | Liste                                                | Voti    | %     |
| ----------------------------------------- | ------------------------ | ------- | ----- | ---------------------------------------------------- | ------- | ----- |
|                                           | Attilio Pierro ✔️ Eletto | 68 811  | 46,73 | Fratelli d'Italia                                    | 38 820  | 26,36 |
| Forza Italia                              | Attilio Pierro ✔️ Eletto | 68 811  | 46,73 | 15 472                                               | 10,51   |       |
| Lega per Salvini Premier                  | Attilio Pierro ✔️ Eletto | 68 811  | 46,73 | 13 624                                               | 9,25    |       |
| Noi moderati/Lupi - Toti - Brugnaro - UDC | Attilio Pierro ✔️ Eletto | 68 811  | 46,73 | 895                                                  | 0,61    |       |
|                                           | Luca Cascone             | 33 632  | 22,84 | Partito Democratico-IDP                              | 26 334  | 17,88 |
| Alleanza Verdi e Sinistra                 | Luca Cascone             | 33 632  | 22,84 | 3 305                                                | 2,24    |       |
| +Europa                                   | Luca Cascone             | 33 632  | 22,84 | 2 420                                                | 1,64    |       |
| Impegno Civico - Centro Democratico       | Luca Cascone             | 33 632  | 22,84 | 1 573                                                | 1,07    |       |
|                                           | Dario Vassallo           | 31 096  | 21,12 | Movimento 5 Stelle                                   | 31 096  | 21,12 |
|                                           | Elvira Serra             | 6 968   | 4,73  | Azione - Italia Viva - Calenda                       | 6 968   | 4,73  |
|                                           | Nazario Matarazzo        | 2 005   | 1,36  | Unione Popolare                                      | 2 005   | 1,36  |
|                                           | Francesca Mari           | 1 606   | 1,09  | Italexit                                             | 1 606   | 1,09  |
|                                           | Sonia Romano             | 1 408   | 0,96  | Italia Sovrana e Popolare                            | 1 408   | 0,96  |
|                                           | Gennaro Ciociano         | 774     | 0,53  | Noi di Centro – Europeisti                           | 774     | 0,53  |
|                                           | Giuseppina Lettieri      | 488     | 0,33  | Vita                                                 | 488     | 0,33  |
|                                           | Vincenzo Botta           | 468     | 0,32  | Partito Animalista Italiano – UCDL – 10 Volte Meglio | 468     | 0,32  |
| Totale                                    | Totale                   | 147 256 | 100   |                                                      | 147 256 | 100   |
|                                           |                          |         |       |                                                      |         |       |
| Schede bianche                            | Schede bianche           | 4 822   | 3,05  |                                                      |         |       |
| Schede nulle                              | Schede nulle             | 5 833   | 3,69  |                                                      |         |       |
| Votanti                                   | Votanti                  | 157 911 | 55,66 |                                                      |         |       |
| Elettori                                  | Elettori                 | 283 731 |       |                                                      |         |       |